# کرنیچ
کرنیچ (به صربی: Krnić) یک منطقهٔ مسکونی در صربستان است که در ولادیمیرتسی واقع شده‌است. کرنیچ ۶۰۰ نفر جمعیت دارد.